# John Kenley
John Kenley (født 20. februar 1906, død 23. oktober 2009) var en amerikansk teater- producent.